# The Smoker You Drink, the Player You Get
The Smoker You Drink, the Player You Get är ett musikalbum av Joe Walsh som lanserades 1973 på skivbolaget ABC-Dunhill Records. I Europa gavs det ut på Probe Records. Albumet var Walshs andra studioalbum, och blev hans första stora försäljningsframgång tack vare att albumets inledande låt "Rocky Mountain Way" blev en singelhit och nådde plats 23 på Billboard Hot 100-listan. Även "Meadows" släpptes som singel och nådde plats 89 på samma lista. Albumet har enligt RIAA sålt guld i USA.
Omslagsbilden visar ett brittiskt Sopwith Snipe-plan som tycks flyga upp och ner.

## Låtlista
(låtar utan angiven upphovsman skrivna av Joe Walsh)
1. "Rocky Mountain Way" (Joe Walsh, Joe Vitale, Kenny Passarelli, Rocke Grace) - 5:15
2. "Book Ends" (Vitale) - 2:45
3. "Wolf" - 3:09
4. "Midnight Moodies" (Grace) - 3:39
5. "Happy Ways" (Passarelli, Bernard Zoloth) - 2:40
6. "Meadows" - 4:36
7. "Dreams" - 5:50
8. "Days Gone By" (Vitale) - 5:54
9. "(Day Dream) Prayer" - 1:56

## Listplaceringar
- Billboard 200, USA: #6[2]
- RPM, Kanada: #2[3]